# Bereźnica Wyżna
Bereźnica Wyżna is een plaats in het Poolse district  Leski, woiwodschap Subkarpaten. De plaats maakt deel uit van de gemeente Solina en telt 230 inwoners.